# دجاج الأدغال الأحمر
دجاج الأدغال الأحمر هو نوع من دجاج الأدغال البري يتميز بلونه الأحمر ويعيش في جنوب شرق آسيا.